# Ленінське (Аккайинський район)
Ле́нінське (каз. Ленин) — село у складі Аккайинського району Північноказахстанської області Казахстану. Адміністративний центр Лісного сільського округу.
Населення — 1083 особи (2021; 1324 у 2009, 1702 у 1999, 2084 у 1989).
Національний склад станом на 1989 рік:
- росіяни — 44 %.